# Pino Minafra
Pino Minafra (Ruvo di Puglia, 21 juli 1951) is een Italiaanse jazz-trompettist, -bugelist en componist, die actief is in de free jazz en geïmproviseerde muziek. Hij speelde onder meer met Willem Breuker, Misha Mengelberg, Han Bennink en Ernst Reijseger. Pino Minafra is docent trompet aan het conservatorium in Bari.
Minafra zong in het plaatselijke kerkkoor en speelde trompet in het lokale harmonieorkest (banda) en bij een klassiek gezelschap. Hij studeerde bij Nino Rota aan het conservatorium van Bari. In de jaren tachtig werd hij in de Italiaanse jazzscene bekend door zijn samenwerking met groepen als Nexus. Hij speelde met Mario Schiano en Gianluigi Trovesi en nam voor het platenlabel Splasc(H) verschillende albums op. Hij speelde in die tijd neobop, maar gaandeweg werd dat steeds meer freejazz en geïmproviseerde muziek.
In 1990 was hij medeoprichter van het Italian Instabile Orchestra, een collectief dat zich niet beperkt tot een bepaalde muziekstijl. Met dit gezelschap heeft Minafra ruim een dozijn albums opgenomen, onder meer met Cecil Taylor (2003) en Anthony Braxton (2008). In 1990 nam hij ook een album met zijn sextet op. Midden jaren negentig formeerde hij ook het Sud Ensemble, waarmee hij muziek maakt die blaasmuziek combineert met blues, freejazz, dixieland en hardbop. Met deze groep nam hij verschillende albums op, zoals Sudori (1995) en Terronia (2005).
In 1993 startte hij La Banda om de muzikale traditie van deze Italiaanse harmonieorkesten vast te leggen. Deze orkesten droegen eeuwenlang bij aan de verspreiding van symfonieën en opera's tot in de verste uithoeken van het Italië. Minafra gaf in het project ook aandacht aan de rol die de banda's spelen bij processies in zijn geboortestreek.
Bij zijn optredens bespeelt Minafra zijn trompet af en toe door een megafoon. Ook blaast hij wel op een stuk plastic waterpijp op de manier zoals je op een didgeridoo blaast en zingt hij scat.
Minafra was initiatiefnemer en organisator van een jazzfestival in Noci (1989-1993) en het Talos festival in zijn geboorteplaats (1993-2004). Hij doceert trompet aan het conservatorium van Bari.
Minafra is getrouwd en heeft een zoon, Livio Minafra, met wie hij in 2007 het MinAfric Orchestra oprichtte.

## Discografie (selectie)
als leider:
- Colori, Splasc(H), 1985
- L'Invenzione Del Verso Sfuso, Splasc(H), 1989
- Quella Sporca 1/2 Dozzina (met sextet), Splasc(H), 1990
- Concert for Ibla, Splasc(h), 1991.
- Sudori, Victo, 1995
- Canto Libero (Banlieues Bleues Quartet), Les Disques Victo, 2001
- Terronia, Enja, 2005
- La Banda - Musica sacra della Settimana Santa, Enja, 2011.

Overige albums:
- Live (met Han Bennink, Misha Mengelberg, Michele Lomuto en Symphonic Orchestra), Splasc(H), 1988
- Noci...Strani Frutti (met Ernst Reijseger en Han Bennink), Leo Records, 1991
- La Banda: Banda Cittá Ruvo Di Puglia - Traditional Italian Banda & Jazz, Enja, 1998